# کاباردینو-بالکاریا
جمهوری کاباردینو-بالکاریا یا قبارطه-بلغار (به روسی: Кабарди́но-Балка́рская Респу́блика, Kabardino-Balkarskaya Respublika) یکی از جمهوری‌های روسیه است.

## جغرافیا

جمهوری کاباردینو-بالکاریا در نقشهٔ روسیه.

پایتخت آن شهر نعلچیک و جمعیت آن ۸۵۹٬۹۳۹ نفر است (سال ۲۰۱۰).

### رودها
- رود تِرِک Terek River
- رود مالکا Malka River
- رود باکسان Baksan River
- رود اوروخ Urukh River
- رود چگم Chegem River
- رود چرک Cherek River
- رود آرگودان Argudan River
- رود کورکوژین Kurkuzhin River
- رود لِسکِن Lesken River

### کوه‌ها
بلندترین نقطه: کوه البروس ۵٬۶۴۲ متر
- کوه دیخ-تاو ۵٬۲۰۴ متر
- کوشخاتائو ۵٬۱۵۱ متر
- کوه شخارا ۵٬۰۶۸ متر
- قلۀ پوشکین ۵٬۰۳۳ متر
- کوه میژرگی ۵٬۰۲۵ متر

## مردم

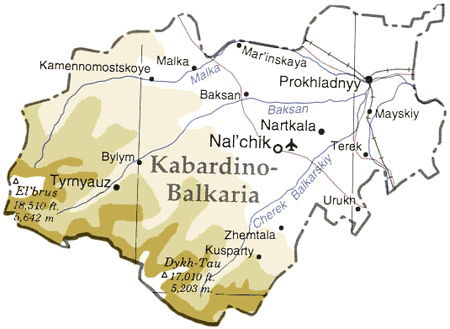

در کاباردینو-بالکاریا دو قوم اصلی زندگی می‌کنند، یکی قوم کاباردی یا قبارطه (که به زبانی از خانواده زبان‌های قفقازی شمال غربی صحبت می‌کنند) و قوم دیگر بالکارها یا بلغارها (گویشوَران یک زبان ترک‌تبار).

### گروه‌های نژادی
- کاباردی‌ها
- بالکارها
- روس‌ها
- اوستیایی‌ها
- اوکراینی‌ها
- سایر